# 第17回全日本実業団対抗駅伝競走大会
第17回全日本実業団対抗駅伝競走大会（だい17かい ぜんにほんじつぎょうだんたいこう えきでんきょうそうたいかい）は、1972年12月17日に三重県で開催された全日本実業団対抗駅伝競走大会。

## 概要
1区では、久留米井筒屋・西弘美が首位に立つが、優勝を知る旭化成が2区ですぐに抜き返す。しかし、3区でミュンヘンオリンピックで日本代表となったクラレ・小山隆治が区間新の走りでトップに立つと、追いすがる旭化成や前年優勝・東洋工業の追撃を振り切って先頭でゴール。クラレが14回目の出場で初優勝となった。

## 出場チーム
- 旭化成（10大会連続11回目）
- 岡田タイヤ（3大会連続3回目）
- 九州電工（2大会連続5回目）
- クラレ（8大会連続14回目）
- 久留米井筒屋（3大会ぶり2回目）
- 黒崎窯業（7大会連続8回目）
- 神戸製鋼（17大会連続17回目）
- 小松製作所（2大会連続2回目）
- 小森印刷（4大会連続6回目）
- 新電元工業（2大会ぶり5回目）
- 新日鐵（17大会連続17回目）
- 鈴木自動車（11大会連続11回目）
- 全鐘紡（6大会連続12回目）
- 大昭和製紙（3大会連続3回目）
- 中央発條（3大会ぶり15回目）
- 帝人（6大会連続10回目）
- 電電近畿（2大会ぶり8回目）
- 電電中国（10大会連続10回目）
- 東急（13大会連続13回目）
- 東洋工業（12大会連続12回目）
- 東洋ベアリング（5大会連続16回目）
- 日本精工（2大会連続2回目）
- 日本電気（4大会ぶり3回目）
- 日立造船（2大会連続5回目）
- 養命酒（2大会連続2回目）
- リッカー（13大会連続15回目）

## 成績
- 1位：クラレ　4時間58分10秒
- 2位：東洋工業　4時間58分54秒
- 3位：旭化成　4時間59分3秒
- 4位：神戸製鋼　5時間2分14秒
- 5位：全鐘紡　5時間3分26秒
- 6位：リッカー　5時間4分25秒
- 7位：新日鐵　5時間6分36秒
- 8位：東急　5時間7分25秒
- 9位：東洋ベアリング　5時間7分49秒
- 10位：久留米井筒屋　5時間8分35秒
- 11位：大昭和製紙　5時間8分37秒
- 12位：電電中国　5時間8分44秒
- 13位：中央発條　5時間8分46秒
- 14位：鈴木自動車　5時間10分13秒
- 15位：日立造船　5時間10分15秒
- 16位：九州電工　5時間10分33秒
- 17位：小森印刷　5時間11分9秒
- 18位：帝人　5時間11分44秒
- 19位：養命酒　5時間11分59秒
- 20位：黒崎窯業　5時間12分5秒
- 21位：岡田タイヤ　5時間15分1秒
- 22位：日本電気　5時間18分36秒
- 23位：電電近畿　5時間21分7秒
- 24位：新電元工業　5時間22分48秒
- 25位：日本精工　5時間35分30秒
- 26位：小松製作所　5時間40分15秒

## 区間賞
※は区間記録更新
- 1区（16.26km）：西弘美（久留米井筒屋）47分59秒
- 2区（8.05km）：中城幸夫（旭化成）24分10秒
- 3区（15.4km）：園田広美（新日鐵）・小山隆治（クラレ）44分20秒※
- 4区（10km）：高尾信昭（全鐘紡）30分5秒
- 5区（10km）：黒木章（旭化成）29分36秒※
- 6区（23.45km）：大槻憲一（東洋工業）1時間9分46秒※
- 7区（16.25km）：佐藤市雄（旭化成）48分21秒※